# Giudizio ordinario civile
Generalmente un giudizio ordinario civile inizia con un atto definito Atto di citazione. Con quest'atto la parte che pretende di avere un diritto da far valere nei confronti di un'altra parte (un risarcimento del danno per fatto illecito - una risoluzione contrattuale per inadempimento dell'altro contraente) espone gli elementi di fatto e di diritto che costituiscono le ragioni della domanda e le relative conclusioni.
Con l'atto di citazione la parte (definita Attore) cita la controparte (definita convenuto) avanti l'ufficio giudiziario territorialmente competente (per territorio, per materia e per valore) affinché, all'esito del giudizio il giudice emetta una sentenza di accoglimento della propria domanda. La citazione viene fatta per udienza fissa, vale a dire che è l'attore che indica il giorno della prima udienza di comparizione avanti l'ufficio giudiziario scelto (secondo i criteri di cui sopra).
Oltre al giudizio civile ordinario, il codice di procedura civile italiano contempla riti speciali che prevedono quale atto introduttivo non la citazione, ma il ricorso - la differenza principale tra il ricorso (utilizzato nei procedimenti in materia di diritto del lavoro) e la citazione è che con il ricorso la parte si rivolge direttamente al giudice il quale, esaminata la domanda del ricorrente ("attore" e "ricorrente" sono definizioni per identificare il soggetto che agisce in giudizio) fissa l'udienza di comparizione delle parti avanti a sé, dando un termine per la notifica del ricorso del decreto di fissazione dell'udienza all'altra parte (che viene definito "resistente" - "convenuto" nei giudizi ordinari).